# 松山市立桑原小学校

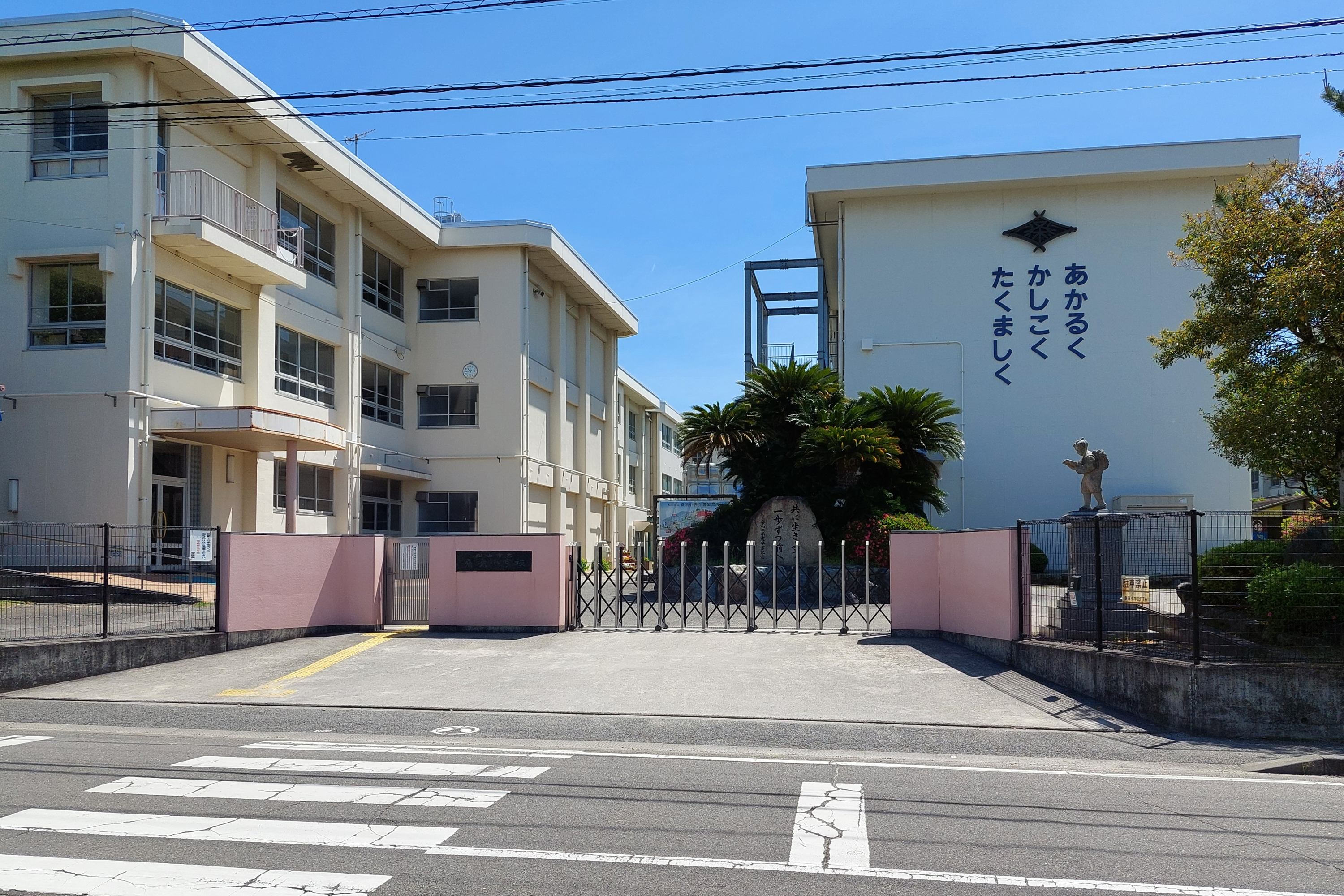
松山市立桑原小学校

松山市立桑原小学校（まつやましりつくわばらしょうがっこう）は、愛媛県松山市桑原3丁目にある小学校。

## 所在地
- 愛媛県松山市桑原3丁目7-27

## 沿革

### 年表
- 1874年（明治7年） - 東山小学校として設立[1]。
- 1887年（明治20年） - 桑原小学校として設立[1]。
- 1890年（明治23年） - 桑原尋常小学校と改称[1]。
- 1903年（明治36年） - 現在地に移転[1]。
- 1914年（大正3年） - 桑原尋常高等小学校と改称[1]。
- 1916年（大正5年） - 校章を制定[1]。
- 1929年（昭和4年） - 校訓を制定[1]。
- 1931年（昭和6年） - 校歌を制定[1]。
- 1941年（昭和16年） - 松山市立桑原国民学校と改称[1]。
- 1947年（昭和22年） - 松山市立桑原小学校と改称[1]。
- 1981年（昭和56年） - 生徒数が2,000名を超え、クラス数は51[1]。
- 1982年（昭和57年） - 北久米小学校が分離しクラス数が34となる[1]。
- 1999年（平成11年） - 全国マーチングフェスティバルで金管バンド部が最優秀賞[1]。
- 2001年（平成13年） - 創立100周年[1]。
- 2010年（平成22年） - ブランコ新設[1]。
- 2011年（平成22年） - 生徒数820名[1]。
- 2016年（平成27年） - 松山地方気象台の観測装置が県立松山東高等学校から移転された[1][2]。高層ビルの増加の影響が少ないので風向・風速、日射、日照の観測に影響が出ない為。

## 校内施設

### 体育
- 北運動場
- 南運動場
- プール
- 相撲場
- 体育館

### 教室
- 1〜6年生教室
- のびのび教室
- 職員室
- 音楽室
- 理科室
- 図工室
- 図書室
- 資料室
- 保健室
- 校長室
- 放送室
- 生活科室
- 家庭科室
- 給食受室
- 公務員室
- 生徒指導室
- マルチルーム

## 年間行事

### 1学期
- 入学式
- 始業式
- 1年生を迎える会
- 家庭訪問
- 授業参観
- 遠足
- 大三島少年自然の家 (5年)
- 修学旅行 (6年)
- 終業式

### 2学期
- 始業式
- 運動会
- 造形会
- 音楽会
- 終業式

### 3学期
- 始業式
- 遠足
- 6年生を送る会
- 卒業式
- 修業式
- 離任式

## 教育
- 教育目標

夢めざし、努力の続ける子どもの育成
- 校訓

よく学び、よく遊べ
- 児童像
  - 活気に満ちた学校
  - ぬくもりのある学校
  - 開かれた学校
- 児童像
  - あかるい子
  - かんがえる子
  - たくましい子
- 教師像
  - 子どもと共に歩む教師
  - 活力のある教師
  - 学び続ける教師

## 校区
- 桑原
- 東野
- 樽味
- 束本
- 畑寺
- 正円寺

## PTA
- 本部
- 学校教育部
- 家庭教育部
- 社会教育部
- 広報部

## 著名な出身者
居村杏奈 - バレーボール選手、 岡山シーガルズ所属。